# Derrek Dickey
Derrek Dickey (Cincinnati, Ohio; 20 de marzo de 1951 - Sacramento, California; 25 de junio de 2002) fue un jugador de baloncesto estadounidense que jugó durante cinco temporadas en la NBA. Con 2,00 metros de estatura, lo hacía en la posición de alero.

## Trayectoria deportiva

### Universidad
Jugó durante cuatro temporadas con los Bearcats de la Universidad de Cincinnati, en las que promedió 17,0 puntos y 11,0 rebotes por partido. Figura en la decimoquinta posición en la lista histórica de máximos anotadores de su universidad.

### Profesional
Fue elegido en la vigésimo novena posición del Draft de la NBA de 1973 por Golden State Warriors, y también por los Kentucky Colonels en el draft de la ABA, fichando por los primeros. Allí jugó durante cuatro años y medio, siendo su mejor temporada la segunda, la 1974-75, en la que promedió 7,7 puntos y 6,9 rebotes por partido, y en la que además conquistó su único anillo de campeón de la NBA, derrotando en las Finales a Washington Bullets por 4-0. en dichas finales consiguió un récord que hoy en día permanece vigente, el de mejor porcentaje de tiros de campo en unas series finales, con un 73,9%.
Mediada la temporada 1977-78 fue despedido, fichando a los pocos días como agente libre por Chicago Bulls. Allí fue un jugador de banquillo, disputando menos de 9 minutos por partido, para promediar 2,7 puntos y 1,9 rebotes. Al año siguiente fichó por Los Angeles Lakers, pero poco antes del comienzo de la temporada fue cortado sin llegar a debutar, optando por retirarse definitivamente.

## Estadísticas de su carrera en la NBA

### Temporada regular
| Temporada | Edad | Equipo                | Liga | P   | TIT | MIN  | TC  | TCA | %TC  | 3P | 3PA | %3P | TL  | TLA | %TL  | R.OF. | R.DEF. | REB | ASIS | ROB | TAP | PER | FP  | PTS |
| 1973-74   | 22   | Golden State Warriors | NBA  | 66  |     | 14.1 | 1.7 | 3.5 | .494 |    |     |     | 0.8 | 1.0 | .773 | 1.9   | 3.3    | 5.1 | 0.8  | 0.3 | 0.2 |     | 1.7 | 4.3 |
| 1974-75   | 23   | Golden State Warriors | NBA  | 80  |     | 23.2 | 3.4 | 7.1 | .482 |    |     |     | 0.8 | 1.2 | .667 | 2.4   | 4.5    | 6.9 | 1.6  | 0.7 | 0.2 |     | 2.5 | 7.7 |
| 1975-76   | 24   | Golden State Warriors | NBA  | 79  |     | 15.3 | 2.8 | 6.0 | .465 |    |     |     | 0.8 | 1.0 | .785 | 1.4   | 3.0    | 4.4 | 1.1  | 0.3 | 0.1 |     | 1.8 | 6.4 |
| 1976-77   | 25   | Golden State Warriors | NBA  | 49  |     | 17.5 | 3.2 | 7.0 | .458 |    |     |     | 0.9 | 1.2 | .738 | 2.0   | 2.9    | 4.9 | 1.3  | 0.4 | 0.2 |     | 2.1 | 7.4 |
| 1977-78   | 26   | TOTAL                 | NBA  | 47  |     | 10.5 | 1.9 | 4.2 | .439 |    |     |     | 0.6 | 0.8 | .833 | 0.8   | 1.3    | 2.1 | 0.4  | 0.3 | 0.1 | 0.9 | 1.2 | 4.3 |
| 1977-78   | 26   | Golden State Warriors | NBA  | 22  |     | 12.4 | 2.7 | 5.9 | .462 |    |     |     | 0.7 | 0.8 | .941 | 1.0   | 1.3    | 2.2 | 0.5  | 0.5 | 0.1 | 0.8 | 1.3 | 6.2 |
| 1977-78   | 26   | Chicago Bulls         | NBA  | 25  |     | 8.8  | 1.1 | 2.7 | .397 |    |     |     | 0.6 | 0.8 | .737 | 0.6   | 1.3    | 1.9 | 0.4  | 0.2 | 0.1 | 0.9 | 1.1 | 2.7 |
| Total     |      |                       | NBA  | 321 |     | 16.7 | 2.7 | 5.7 | .470 |    |     |     | 0.8 | 1.1 | .745 | 1.8   | 3.2    | 4.9 | 1.1  | 0.4 | 0.2 | 0.9 | 1.9 | 6.1 |

### Playoffs
| Temporada | Edad | Equipo                | Liga | P  | MIN | TCA | TC  | 3PA | 3P | TLA | TL | R.OF. | REB | ASIS | ROB | TAP | PER | FP | PTS | %TC  | %3P | %FT  | MIN  | PTS | REB | AST |
| 1974-75   | 23   | Golden State Warriors | NBA  | 15 | 257 | 47  | 78  |     |    | 9   | 16 | 20    | 73  | 11   | 8   | 0   |     | 28 | 103 | .603 |     | .563 | 17.1 | 6.9 | 4.9 | 0.7 |
| 1975-76   | 24   | Golden State Warriors | NBA  | 12 | 173 | 31  | 62  |     |    | 14  | 17 | 18    | 42  | 6    | 2   | 1   |     | 27 | 76  | .500 |     | .824 | 14.4 | 6.3 | 3.5 | 0.5 |
| Total     |      |                       | NBA  | 27 | 430 | 78  | 140 |     |    | 23  | 33 | 38    | 115 | 17   | 10  | 1   |     | 55 | 179 | .557 |     | .697 | 15.9 | 6.6 | 4.3 | 0.6 |

## Vida posterior y fallecimiento
Tras retirarse del baloncesto, fue comentarista televisivo en las retransmisiones de los partidos de los Cincinnati Bearcats durante siete años. Más tarde realizó las mismas funciones para la Fox, ESPN y CBS en partidos de Sacramento Kings, Chicago Bulls y de la competición universitaria. En 1997 sufrió un ataque cerebrovascular que le dejó paralizado el lado izquierdo de su cuerpo. Tras una larga rehabilitación logró volver a su puesto de comentarista, y además hacerse voluntario de la Asociación Americana del Corazón. Pero en 2002 falleció víctima de un paro cardíaco. Tenía 51 años de edad.